# Nephodia styracaria
Nephodia styracaria är en fjärilsart som beskrevs av W. Warren 1894. Nephodia styracaria ingår i släktet Nephodia och familjen mätare. Inga underarter finns listade i Catalogue of Life.